# 黒木永子
黒木 永子 （くろき えいこ、1969年10月5日 - ）は1980年代を中心に活動した元グラビアアイドル・女優。BOXコーポレーション→スターダム所属。本名：鈴木永子（当時）。

## 略歴
静岡県下田市に生まれ、東京都北区で育つ。中学校を卒業した1985年の春に原宿でスカウトされ、モデルとして芸能活動を始める。 同年10月より『11PM』金曜版（日本テレビ制作）に女子高生役11人組グループ「SOS歌劇団」のメンバーとして出演。 初期にはSOS歌劇団メンバーのうち、同じ事務所の所属だった青木真美（中西真美）、藤田尚子との3人組で活動することが多かった。
1986年より単体での芸能活動に移行し、グラビアアイドルとして1990年にかけて週刊プレイボーイやGOROなどのメジャー誌のグラビアを飾った。1988年には2冊の写真集が出版された。
また女優活動も並行して行い、1987年3月には単発テレビドラマ『僕の先生モヒカン刈り』（日本テレビ系）に出演。1988年5月には横山やすしが企画した女子競艇選手ものの映画『フライング 飛翔』（東映系）で主役に起用された。同年6月に発売された大桃一郎監督によるSF特撮オリジナルビデオ『スターヴァージン』（ポニーキャニオン）では甲冑風のビキニに身を包んだ宇宙人のヒロインを演じ、注目を浴びた。同年11月の河崎実監督によるオリジナルビデオ『ミラクルバニー』（大陸書房）ではバニー姿のヒロインを演じた。
1989年には篠原とおるの『狩人蜂』を原作とする映画への出演がアナウンスされたが、 映画は公開に至らず、映像素材を流用したメイキングビデオ『ギャロップ』（深野晴美、黒沢ひろみとの共同名義）と『青い海のギャル　ホットポイント』（黒木の単独名義）が発売された。
その後もテレビドラマへのゲスト出演などがあったものの、 1990年を最後に目立った芸能活動は行っておらず、芸能界を引退したものとみられる。

## 出演作品

### オリジナルビデオ
- スターヴァージン （1988年6月21日、オガワモデリング、発売：ポニーキャニオン）
  - 同タイトルのSFコメディーアクションゲームソフト（MSX2専用）も同年7月21日に発売された
- ミラクルバニー 1 （1988年11月24日、大陸書房／Waifs、発売：大陸書房）
- ミラクルバニー 2 （1988年11月24日、大陸書房／Waifs、発売：大陸書房）

### 映画
- フライング 飛翔 （1988年5月14日、SLプロジェクト、配給：東映／東映クラシックフィルム）
- 妖女伝説 '88 （1988年9月23日、にっかつ、配給：シネ・ロッポニカ）
- はぐれ刑事純情派 （1989年11月18日、東映／テレビ朝日、配給：東映）
- 夏のページ （1990年3月17日、にっかつ児童映画、配給：にっかつ）

### イメージビデオ
- ビデオマガジン Beppin No.7 （1989年3月13日、発売：英知出版）　オムニバス作品
- 青い海のギャル ホットポイント （1989年10月10日、発売：サム・クリエイト）
- ギャロップ （1989年10月10日、発売：サム・クリエイト） 深野晴美、黒沢ひろみとの共同名義
- ボディコン・ハンター（発売：マディソン）…「ホットポイント」「ギャロップ」の再編集ビデオ

### テレビ（ドラマ）
- フレッシュドラマシリーズ　僕の先生モヒカン刈り （1987年3月21日、日本テレビ）
- 初夜 （1988年11月21日、東北放送）
- はぐれ刑事純情派 （テレビ朝日）

### テレビ（バラエティ）
- 11PM（金曜日） （1985-1988、日本テレビ）
- いちごチャンネル （1985-1986頃、テレビ朝日）

### CM
- エースコック 『カライジャン』
- 鈴木日本堂 『トクホンチール』

## 音楽作品

### LP/CD
- スターヴァージン 音楽編 （1988年6月21日、ポニーキャニオン）

…『Hが私のエネルギー』収録

## 出版

### 写真集
- Because （1988年9月9日発行、撮影：加藤光男、大陸書房） ISBN 9784803316223
- VALLEY （1988年11月20日発行、撮影：鯨井康雄、近代映画社） ISBN 9784764815414

### 雑誌
- デラべっぴん No.38（1989年1月号、英知出版）表紙